# バンベルク州立図書館
バンベルク州立図書館は (ドイツ語: Staatsbibliothek Bamberg)、バンベルクにある図書館である。一般向けと人文学に重点を置いた研究向け両方のコレクションを有しており、地域図書館でもある。かつて司教領を有していたバンベルク司教の住居であった新宮殿に入っている。バイエルン州の管轄である。

## 蔵書
全体の蔵書数は56万6千冊で、そのうち図像や写真が8万点、インキュナブラが約3600冊、写本・手稿類が約6400冊(うち中世写本が1000冊)、現在購読している雑誌が約1650点をしめる。